# Béarn (Schiff)
Die Béarn war ein Flugzeugträger der französischen Marine der von 1926 bis 1967 in Dienst stand.

## Geschichte
Die Béarn war am 10. Januar 1914 bei der französischen Werft Forges et Chantiers de la Méditerranée in La Seyne-sur-Mer als letztes Schlachtschiff der Normandie-Klasse auf Kiel gelegt worden. Die Bearn sollte gemäß dem Erstentwurf mit drei 34-cm-Vierlingstürmen ausgestattet und Vendée genannt werden. Der für Juli 1917 vorgesehene Stapellauf wurde durch den Beginn des Ersten Weltkrieges verschoben. Der Bau wurde unterbrochen, da die Ressourcen anderweitig benötigt wurden und wichtige Zulieferfabriken durch das Deutsche Heer eingenommen worden waren. 1918 wurde der Bau wiederaufgenommen, aber nur um das Schiff schwimmfähig und somit die Helling frei machen zu können. Der Stapellauf erfolgte am 15. April 1920; danach wurde an dem Schiff nicht mehr weitergearbeitet. Später wurde es erst einmal nicht vollendet, da es bei seiner Fertigstellung den Washingtoner Flottenvertrag aus dem Jahre 1922 verletzt hätte. Das Schiff war schon zur Aussonderung vorgesehen, als man sich nach den erfolgreichen Flugversuchen mit dem kleineren, umgebauten Aviso Bapaume entschloss, ein größeres Schiff für Versuche umzubauen. Die Wahl fiel auf die Béarn, da bei ihr praktisch noch alle Aufbauten fehlten. Ab Oktober 1920 wurden die ersten Flugversuche erfolgreich unternommen. Am 20. Oktober 1920 landete Paul Teste erstmals auf der provisorischen und nur 45 Meter langen Holzplattform der Béarn. Dies führte zu dem Beschluss, die Béarn zu einem vollwertigen Flugzeugträger umzurüsten.
Die Umbauarbeiten begannen am 4. August 1923 bei der Bauwerft. Die Béarn wurde als Inseltyp mit einer Insel auf der Steuerbordseite konzipiert. Das Flugdeck ging über nahezu die gesamte Schiffslänge. Das Hallendeck war 124 Meter lang und maximal 19,5 m breit. Auf diesem fanden dennoch nur 17 Flugzeuge der damaligen Abmessungen Platz. Daher befand sich unter dem Hallendeck ein weiteres Deck zur Aufbewahrung und Wartung von Flugzeugen. Dort wurden auch zerlegte Reserveflugzeuge und Ersatzteile gelagert. Diese Decks waren nicht auf den Schiffskörper aufgesetzt, wie damals üblich, sondern in den Rumpf des Schiffes integriert und somit stabiler. Eine weitere Besonderheit war die ausgekragte Insel, die aussah, als sei sie seitlich an der Schiffswand befestigt. Die Insel war wulstartig ausgeformt und wie die Flugzeugaufzüge eine ungewöhnliche, nur in Frankreich verwendete Lösung. Die Flugzeugaufzüge hatten ihre Nullstellung auf dem Hangardeck, und die Öffnungen des Flugdecks wurden von schweren Klappen verschlossen, die wie Klappbrücken beschaffen waren. Dies hatte den Vorteil, dass das Hangardeck bei Nullstellung der Aufzüge eine ebene Fläche hatte und die Öffnungen im Flugdeck trotzdem geschlossen waren. Da die Klappen schwer waren und einen sperrigen Mechanismus zum Öffnen und Schließen benötigten, wurden die Aufzüge später durch herkömmliche Aufzüge mit Nullstellung auf dem Flugdeck ersetzt.
Der Rauchabzug der Dampfkesselbefeuerung war in die Insel integriert und musste Mitte der 1930er Jahre durch einen größeren Rauchabzug, der ebenfalls durch die Insel verlief, ersetzt werden.

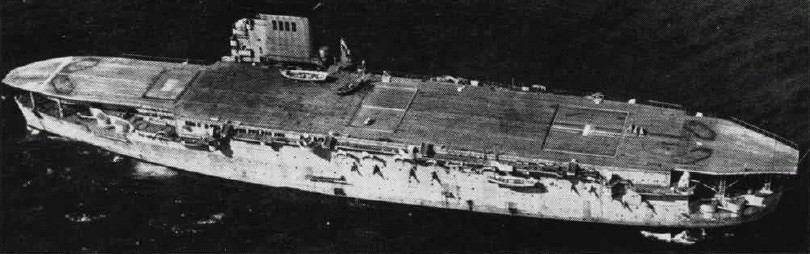
Decksansicht der Béarn

Das Schiff hatte als Überbleibsel seiner ursprünglichen Bestimmung eine militärisch überflüssige Bewaffnung von acht 15,5-cm-Seezielgeschützen in Kasematten und vier Torpedorohren. Diese waren typwidrig und fanden keine praktische Anwendung, eine Bewaffnung mit Geschützen von für Kreuzer typischen Kalibern bis zu 20,3 cm war jedoch auch bei anderen zeitgenössischen Flugzeugträgern üblich.
In Dienst gestellt wurde die Béarn am 1. September 1926, obwohl sie erst im Mai 1927 endgültig fertig war.
Im Mai 1940 brachte sie französische Goldvorräte von Toulon nach Halifax und nahm dann an der US-Ostküste angekaufte Curtiss P-36 und Brewster F2A Flugzeuge auf, die nach Frankreich transportiert werden sollten. Dabei wurde sie von den beiden Leichten Kreuzern Émile Bertin und Jeanne d’Arc begleitet. Da inzwischen der Waffenstillstand von Compiègne (1940) unterzeichnet worden war, lief sie stattdessen mit ihren beiden Begleitkreuzern Fort-de-France auf Martinique an. Dort wurde die französische Flottille unter dem Schutz der USA gegen den Zugriff der britischen Marine und des Vichy-Regimes bis Juli 1943 demilitarisiert. Im Juli wurden die Schiffe den Forces françaises libres übergeben. 1944 wurde die Béarn nach New Orleans verlegt und zum Flugzeugtransportschiff umgebaut; dabei wurde auch ihre Flugabwehrbewaffnung verstärkt.
Nach dem Ende des Zweiten Weltkrieges wurde sie im Oktober 1945 nach Französisch-Indochina verlegt, wo sie bis 1948 im Indochinakrieg als Flugzeugtransporter diente. Zusammen mit dem Schlachtschiff Richelieu, dem Schweren Kreuzer Suffren und dem Leichten Kreuzer Gloire bildete sie eine Kampfgruppe.
Ab 1948 wurde sie nur noch als stationäre Ausbildungshulk in Toulon verwendet. Kurz vor ihrem Verkauf zur Verschrottung am 5. November 1966 diente sie noch als stationäres Depotschiff für U-Boote. Am 30. März 1967 wurde sie nach La Spezia geschleppt und dort abgewrackt.
Obwohl die Béarn eine lange Dienstzeit hinter sich hatte und an zwei Kriegen teilnahm, wurden von ihr niemals Flugzeuge einer kriegerischen Auseinandersetzung eingesetzt.

## Flugzeugbestückung
Die Jahreszahl gibt den Beginn der Dienstzeit auf der Béarn an:
- Jagdflugzeuge
  - Hanriot HD.12 (1920)
  - Nieuport 21 (1920)
  - Nieuport-Delage NiD-32RH (1920)
  - unter Lizenz durch Ansaldo produzierte Dewoitine D.1ter[2]
  - Wibault 74 (1928)
  - Loire-Gourdou-Lesseure LGL.32 (1932)
  - Dewoitine D.373 und Dewoitine D.376 (1937/39)
- Bomber / Torpedoflugzeuge
  - Levasseur PL 2 (1926)
  - Levasseur PL 4 (1930)
  - Levasseur PL 5 (1932)
  - Levasseur PL 7 (1933)
  - Levasseur PL 101 (1937)

Geplante Modernisierung bei Kriegsausbruch:
- Jagdflugzeuge
  - Dewoitine D.790 (Trägerversion der Dewoitine D.520)
  - Latécoère 675
  - Grumman F4F Wildcat
- Bomber / Torpedoflugzeuge
  - Latécoère 299
  - Loire-Nieuport LN.401
  - Vought SB2U Vindicator

Die LN.401 und Vought SB2U wurden bis zur französischen Kapitulation in der Schlacht um Frankreich an die Aviation Aéronautique ausgeliefert, aber nicht auf der Béarn eingesetzt. Die Landbasis der Flugzeuge befand sich zunächst in Hyères, ab 1936 wurde auch Lanvéoc genutzt.